# Гретц, Теодор
Теодор Гретц (нем. Theodor Grätz; 15 сентября 1859, Гамбург, Германский союз — 10 марта 1947, Мюнхен, Германия) — немецкий художник и иллюстратор. 

## Жизнь и творчество
Теодор Гретц изучал рисунок в Высшей школе прикладного искусства в Гамбурге. Затем, 5 апреля 1880 года он поступает для дальнейшего обучения в мюнхенскую Королевскую академию изящных искусств (нем. Königliche Akademie der Künste), в класс Людвига фон Лёффтца. После окончания учёбы в Академии Гретц живёт в Мюнхене и работает иллюстратором и карикатуристом в мюнхенской юмористической газете «Летающие страницы» (нем. Fliegende Blätter). Он также был участником художественного движения «Мюнхенский сецессион» и членом Имперского союза художников Германии (нем. Reichsverband bildender Künstler Deutschlands).
Теодор Гретц принимал участие во многих художественных выставках, в том числе в регулярно проходивших в мюнхенском Стеклянном дворце, а также в экспозициях, организованных Мюнхенским сецессионом и Большой берлинской выставки живописи (нем. Große Berliner Kunstausstellung). Он был участником практически всех Больших немецких художественных выставок, проводимых в Мюнхене под эгидой национал-социалистского руководства Германии в период с 1937 по 1944 год (за исключением выставки 1942 года). Некоторые из его работ, написанных маслом и там выставленных, были приобретены А. Гитлером.

## Литературные издания
- Кто хочет посмеяться? Книжка картинок для юных и старых (нем. Wer will lachen? Ein Bilderbuch für Jung und Alt). Braun & Schneider, München 1904.

## Галерея
- Квартира женского врача после Рождества (1927).
- Дама и её кавалер ссорятся.
- Конторская краса (1915).
- И вы тоже люди (ок. 1900).
- Пастух и стадо коров на берегу озера (ок. 1900).